# Esenbeckia pilocarpoides
Esenbeckia pilocarpoides är en vinruteväxtart. Esenbeckia pilocarpoides ingår i släktet Esenbeckia och familjen vinruteväxter.

## Underarter
Arten delas in i följande underarter:
- E. p. maurioides
- E. p. pilocarpoides